# 北京燕翔谭阁美饭店
北京燕翔谭阁美饭店，位于北京市朝阳区将台路甲2号，现已改为金尚·丽办公楼，而其南侧则为北京诺金酒店。

## 简介
该酒店的前身是北京燕翔饭店。燕翔饭店于1979年始建，1980年11月3日开业。该饭店由北京市旅游局与美国联翔旅运有限公司共同投资，“燕翔”一名即由“燕京”和美国联翔两个意思组成。1981年，北京燕翔饭店成为北京市旅游局直属企业，1985年被北京市旅游局评为定点涉外饭店，1986年被北京市旅游局评为三星级旅游商务饭店。1992年转隶北京首汽集团公司，1999年改制重组为北京首都旅游集团下属企业，是北京首都国际酒店集团的核心企业。2004年，由首旅建国有限公司管理。2004年被北京奥组委签署为2008年北京奥运会接待单位之一。 
北京燕翔饭店曾接待过参加“全国两会”的全国政协委员。
2011年11月，燕翔饭店改扩建项目开工，2015年6月投入运营。燕翔饭店改扩建项目总建筑面积166293平方米，总投资近30亿元人民币。2016年11月27日，中国建筑业协会公布年度中国建设工程鲁班奖入选名单，燕翔饭店改扩建项目入选。
2015年6月5日，北京谭阁美饭店管理有限公司北京燕翔谭阁美饭店开业，成为谭阁美在中国地区的旗舰店。北京燕翔谭阁美饭店由法国朗涛设计团队设计，设有264间客房，以及餐厅、健身房等设施，并提供社交平台。